# 索爾茲伯里島

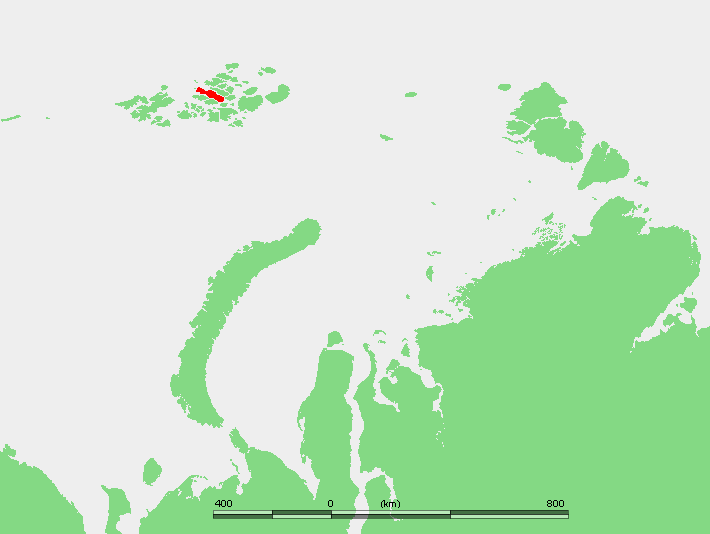
索爾茲伯里島位置

索爾茲伯里島是俄羅斯的島嶼，屬於法蘭士約瑟夫地群島的中部，狹長的島嶼面積960平方公里，島上佈滿冰川，最高點海拔482米。